# Pandora (vampir)
Pandora je vampir iz istoimene knjige autorice Anne Rice. Njena priča ispričana je u Pandori, prvoj od dvije knjige Novih priča o vampirima (New tales of the vampires).

## Opis
Pandora je rođena kao Lidija u Rimskom Carstvu, nekoliko godina prije Kristovog rođenja. Visoka je, ima smeđu kovrčavu kosu i zlatno-smeđe oči. Vampir je postala u dobi od 35 godina, zahvaljujući Mariusu, svojoj jedinoj pravoj ljubavi. 
Kao i mnogi vampiri, Pandora je mrzovoljna i očajna. U početku željela besmrtnost, a kasnije se pokajala i pretvorila u mračnog, nezainteresiranog cinika. 
Lestat misli da je Pandora bila u nekom dubokom problemu i prije nego što je postala vampir jer je ona jedini vampir koji nema vizije Mahareta i Mekare u snovima.

## Radnja novele
Djevojka Lidija odrasta u bogatoj senatorskoj obitelji (otac joj je bio senator). U dobi od 10 godina prvi put susreće Mariusa i zaljubi se u njega, premda on ima 25 godina. Marius osjeti iste osjećaje prema njoj i zamoli Lidijinog oca za njenu ruku. Nažalost, on odbije prošnju i njih dvoje se više nisu vidjeli do njene petnaeste godine, kada je njen otac drugi puta odbio Mariusovu prosidbu.
Kad je novi car došao na vlast, njenog oca izdaje vlastiti brat i biva ubijen. Jedino su Pandora i njen brat uspjeli izbjeći masakr i ona je otišla u Antiohiju (nakon promjene imena) s prijateljem svog oca. Tamo opet susreće Mariusa, te sazna da je on sada vampir i da čuva Kraljicu i Kralja vampira. No, vampir Akabar pokuša ukrasti Kraljičinu moćnu i drevnu krv, te tijekom borbe Akabar ispije Pandori krv do ruba smrti. Da bi je spasio, Marius je pretvori u vampira. 
Par ostaje zajedno sljedećih 200 godina prije svađe i razdvajanja. Prvo je Marius prekinuo, točnije otišao je i ona je čekala 6 mjeseci da se vrati. Smatrao se učiteljem i čeznuo je pokazati znanje pred svojim učenicima, ali Pandora, slobodna i visoko školovana kakva je bila, nije željela biti njegova učenica. Također, protivno njegovoj volji, pretvorila je jednog od svojih voljenih sluga u vampira. 
Kasnije se susreću na balu u Dresdenu sredinom 16. stoljeća. Marius pokušava nagovoriti Pandoru da ostavi svog naučnika Arjuna i vrati se njemu. Zabrinjava ga njena veza s Arjunom i misli da je Pandora s njim protiv svoje volje. Ona to opovrgava, ali kasnije priznaje Davidu da nije mogla ostaviti Arjuna napominjući da ih je njegova snaga oboje gurala naprijed kroz vrijeme. 
Posljednji put se susreću 1985. kada ona i još trinaest vampira prežive Akashin masakr i odu u Maharetovu kuću smisliti plan za borbu protiv Akashe. Pandora ostaje tiha, složi se sa svim i jedino kaže da Akasha pokušava objasniti "razloge" svog masakra. 
Čak i kad Akasha kaže Pandori da joj se pridruži ili umre, Pandora mirno i nezainteresirano kaže da je može učiniti što Akasha traži i stoički prihvaća da će biti ubijena. Nakon što je Akasha uništena, vampiri se povuku na Armandov otok na Floridi, a Pandora se i dalje osjeća udaljena od ostatka vampirske družine. Gleda glazbene spotove cijeli dan i totalno ignorira Mariusa, koji je obasipa ljubavlju. Bez nade za oporavak dok je s ostalim vampirima, ona odlazi s otoka, očajnija nego ikad. 
Novinar David Talbot pronalazi je u Parizu i moli da napiše svoju životnu priču, što ona i napravi. Preskoči detalje o životu prije nego što je postala vampir i fokusira se na period s Mariusom. Na kraju napiše plan da ode u New Orleans vidjeti Mariusa i pokuša razumjeti što je Lestat vidio na svom putovanju.